# استان پری ونگ
استان شکار ونگ (به لاتین: Prey Veng Province) یک منطقهٔ مسکونی در کامبوج است که در کامبوج واقع شده‌است. استان شکار ونگ ۴٬۸۸۳ کیلومتر مربع مساحت دارد.